# Колиби
Колѝбите са особен вид малки селски селища, възникнали предимно през времето на османското владичество, обикновено в неблагоприятни за образуване на по-големи селища планински и полупланински терени.
Колиби е имало най-вече по северните склонове на Стара планина, в Средна гора (между Панагюрище и Вакарел), в Родопите и планините на Западна България (Краище).
Част от колибите са създадени от едно или повече родствени семейства чрез разселване извън селата, като представляват съставни части (квартали) на съответните села. Разполагани са по правило на огрявани от слънцето и защитени от ветровете и бурите места с подходяща за обработване земя и възможно по-близки водоизточници. Поради суровите климатични условия в планините и при изобилието на дървен материал, строели са се здрави предимно двуетажни къщи, покривани с каменни плочи. Около тези жилищни сгради са разполагани дворовете, стопанските постройки, градините.
Колиби често са създавани и от заселници, дошли от други места. В такива случаи те се развиват като самостоятелни населени места и обикновено носят името на основателя си (в Габровско, Великотърновско, Еленско). В този вид колиби живеят главно семейства, произхождащи от един и същи род.
Колибите са наброявали от 2 – 3 до няколко десетки жилищни сгради.
В Лудогорието и Омуртагско, както и в Югозападна България селищата от този вид са наричани махали.
Към 1 януари 1981 г. в България е имало 306 колиби.
Населените места – колиби, съществували при влизането в сила на 14 юли 1995 г. на Закона за административно-териториалното устройство на Република България, са придобили след тази дата статута на села.